# Retrospektiv studie
För 'retrospektiv' i meningen 'retrospektiv (konst)utställning', se retrospektiv utställning
En retrospektiv studie är en vetenskaplig studieform där man i efterhand tittar tillbaka på sådant som redan har skett. Ofta används begreppet inom medicin eller epidemiologi.
En retroaktiv studie kan till exempel röra sig om att jämföra två terapier mot en sjukdom eller att söka klargöra om en viss exponering är orsak till sjukdom. En retrospektiv studie utgår från "svaret", det vill säga att vilka individer som blivit botade eller inte, respektive vilka som blivit sjuka eller inte, är givna. Med hjälp av journalhandlingar eller registerdata undersöks dessa individers historia; till exempel vad de blivit exponerade för tidigare. En retrospektiv studie tittar alltså bakåt i tiden, därav namnet. Motsatsen, det vill säga en framåtblickande studie, kallas för en prospektiv studie.
Retrospektiva studier är vanligen lättare att genomföra, då de är billigare och mindre resurskrävande då alla data redan finns och det är inte nödvändigt att rekrytera patienter på samma sätt som till en prospektiv studie. Nackdelarna är att studierna har en lägre vetenskaplig evidensgrad än de prospektiva studierna. Detta beror dels på att ingen randomisering kan ske, vilket dock inte heller säkert kan ske vid prospektiva studier, och dels på att viktiga data kan saknas i journaler/registerhandlingar och då kan vara omöjliga att få fram i efterhand. Retrospektiva studier går också snabbare att genomföra, eftersom alla data redan finns när studien startar. En viktig faktor som påverkar den retrospektiva studien negativt är så kallad recall bias. Med detta avses att försöksobjekten, i det fall de är människor, har en större tendens att komma ihåg exponering för den undersökta faktorn om de har den undersökta sjukdomen. Detta har förklarats med att personer som har en sjukdom ofta är mer benägna att själva söka efter möjliga orsaker till sjukdomen i sitt förflutna, och därmed lägger mer energi på att komma ihåg exponeringar än vad som är fallet för friska kontroller.
Retrospektiva studier genomförs vanligen antingen som kohortstudier eller fall-kontroll-studier. För att undersöka om exponeringen för en faktor A medför ökad risk för en sjukdom B så utförs dessa två typer av studier på följande sätt: Vid en kohortstudie indelas, grovt, undersökningsmaterialet i en grupp med dem som exponerats för faktor A, och i en grupp som inte exponerats för faktorn, och därefter undersöks om det föreligger någon skillnad i förekomsten av sjukdomen mellan populationerna. Vid en fall-kontroll-studie så företas precis det omvända förhållningssättet. Där matchas fall av sjukdomen med slumpmässigt valda kontroller, och därefter undersöks om någon skillnad i exponering förelegat mellan fallen och kontrollerna.
Vilken typ av studie som väljs beror på den relativa förekomsten av sjukdomen respektive den potentiellt sjukdomsframkallande faktorn i studiematerialet. Om sjukdomen är vanligt förekommande men exponeringen är mindre vanlig, så föredras en kohortstudie, medan om exponering för den studerade faktorn är relativt vanlig och sjukdomen är ovanlig så föredras en fall-kontroll-studie.
Är både sjukdom som exponering vanlig kan endera av studiemodellerna väljas, medan det många gånger inte är meningsfullt att genomföra studien om såväl exponering som sjukdom är ovanlig.